# Mahmoud Ghorbel
Mahmoud Ghorbel (in arabo محمود غربال‎?; Sfax, 31 dicembre 2003) è un calciatore tunisino, difensore del Monastir.

## Carriera

### Club
Derbali ha iniziato a giocare a calcio nel settore giovanile dello Sfaxien, ed ha debuttato in prima squadra il 28 novembre 2021 nell'incontro di CAF Confederations Cup pareggiato 0-0 contro il Tusker. Nel 2024 è stato ceduto al Monastir.

### Nazionale
Nel 2023 è stato convocato dalla Tunisia Under-20 per disputare il campionato mondiale Under-20 di categoria.

## Statistiche

### Presenze e reti nei club
Aggiornato al 2 settembre 2024.
| Stagione        | Squadra         | Campionato      | Campionato | Campionato | Coppe nazionali | Coppe nazionali | Coppe nazionali | Coppe continentali | Coppe continentali | Coppe continentali | Altre coppe | Altre coppe | Altre coppe | Totale | Totale | Totale |
| Stagione        | Squadra         | Comp            | Pres       | Reti       | Comp            | Pres            | Reti            | Comp               | Pres               | Reti               | Comp        | Pres        | Reti        | Pres   | Reti   |        |
| --------------- | --------------- | --------------- | ---------- | ---------- | --------------- | --------------- | --------------- | ------------------ | ------------------ | ------------------ | ----------- | ----------- | ----------- | ------ | ------ | ------ |
| 2021-2022       | Sfaxien         | L1              | 9          | 0          | CT              | 2               | 0               | CCC                | 5                  | 0                  | -           | -           | -           | 16     | 0      |        |
| 2022-2023       | Sfaxien         | L1              | 14         | 0          | CT              | 0               | 0               | CCC                | 4                  | 0                  | CA          | 1           | 0           | 19     | 0      |        |
| 2023-2024       | Sfaxien         | L1              | 9          | 0          | CT              | 1               | 0               | -                  | -                  | -                  | -           | -           | -           | 10     | 0      |        |
| Totale Sfaxien  | Totale Sfaxien  | Totale Sfaxien  | 32         | 0          |                 | 3               | 0               |                    | 9                  | 0                  |             | 1           | 0           | 45     | 0      |        |
| 2024-2025       | Monastir        | L1              | 1          | 0          | CT              | 0               | 0               | CCL                | 2                  | 1                  | -           | -           | -           | 3      | 1      |        |
| Totale carriera | Totale carriera | Totale carriera | 33         | 0          |                 | 3               | 0               |                    | 11                 | 1                  |             | 1           | 0           | 48     | 1      |        |

## Palmarès

### Club

#### Competizioni nazionali
- Coppa di Tunisia: 1

Sfaxien: 2021-2022